# Schweizer Aircraft
La Schweizer Aircraft Corporation fu una azienda aeronautica statunitense, fondata nel 1939, e specializzatasi negli anni nella produzione di idrovolanti, aerei agricoli ed elicotteri.
Attualmente è una controllata della Sikorsky Aircraft Corporation.

## Storia

### Le origini

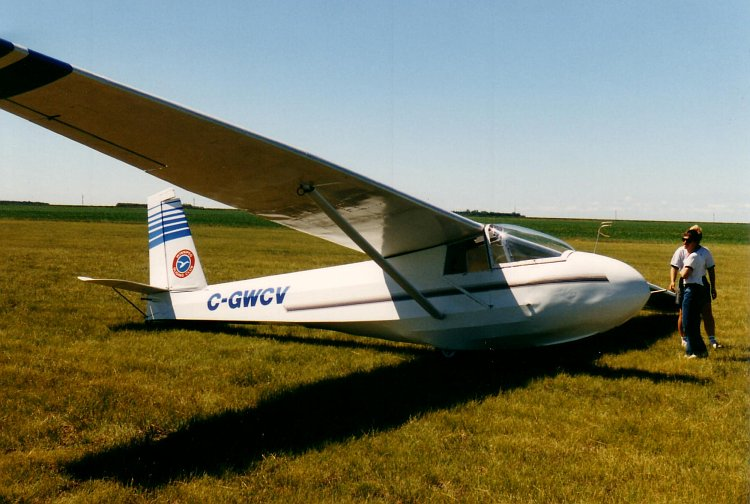
Uno Schweizer SGS 2-33A, aliante da addestramento.

L'azienda, che originariamente venne chiamata Schweizer Metal Aircraft Company, ha avuto origine nelle vicinanze del Mercury Glider Club dove nel fienile della famiglia Schweizer vennero costruiti i primi due alianti. Originariamente venne chiamata Schweizer Metal Aircraft Company.
Successivamente i fratelli Schweizer cercarono di concretizzare il suggerimento fatto loro da Attorney Bob McDowell, il quale consigliò di spostare la produzione al di fuori del fenile paterno, locale troppo piccolo per poter avviare una produzione in serie, e di trasferirsi a Elmira, nella contea di Chemung, nell'area centro-meridionale dello stato di New York. Benché concordassero che fosse la soluzione migliore la mancanza di capitale sufficiente impèedì loro di attuare il trasferimento.
McDowell allora si prese l'iniziativa e convinse la Elmira Industries Inc, la locale società di sviluppo del commercio, per fornire uno spazio al secondo piano del Elmira Knitting Mill Building in cambio di parte delle azioni della nuova società, trasformata in Schweizer Aircraft Corporation.

## Produzione Schweizer

### Elicotteri

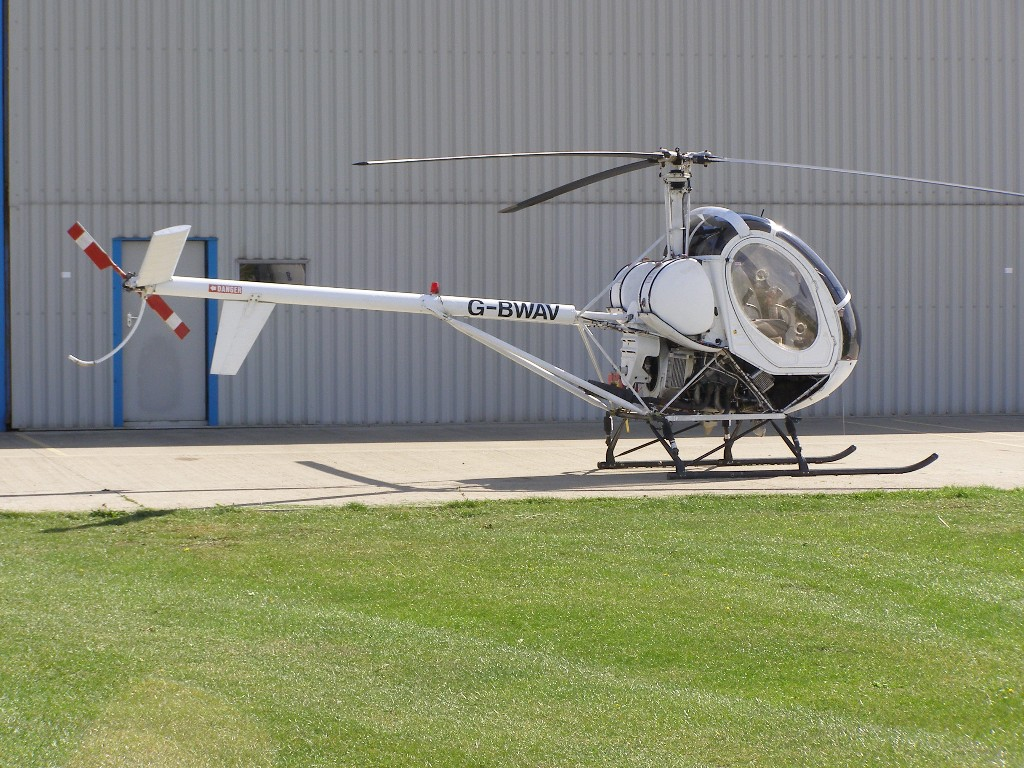
Uno Schweizer 269C.

La principale attività aziendale e quella che la caratterizza maggiormente è la produzione di elicotteri leggeri con motore a pistoni per l'uso turistico e di formazione dei piloti. Lo Schweizer 300CBi, evoluzione del precedente Hughes 269 prodotto dalla Hughes aircraft fornito all'United States Army, è uno degli elicotteri maggiormente utilizzati per l'addestramento a livello mondiale. Nel 1986, la Schweizer acquistò tutti i diritti per la produzione dell'elicottero dalla McDonnell Douglas, che aveva assorbito la Hughes Helicopters nel 1984. Dopo che l'azienda ottenne il FAA Type Certificate per breve tempo venne prodotto come Schweizer-Hughes 300C, poi semplicemente come Schweizer 300C. Il successo commerciale del modello 269/300 è confermata dalla quantità di esemplari prodotti, quasi 3 000 tra Hughes e Schweizer negli ultimi 50 anni, e che la Schweizer mantenne quasi inalterato e che sviluppò nell'attuale Schweizer 333.
L'ultimo sviluppo del modello, lo Schweizer S-434, è stato commercializzato dal 2008 e dotato di motore a turbina.

### Alianti

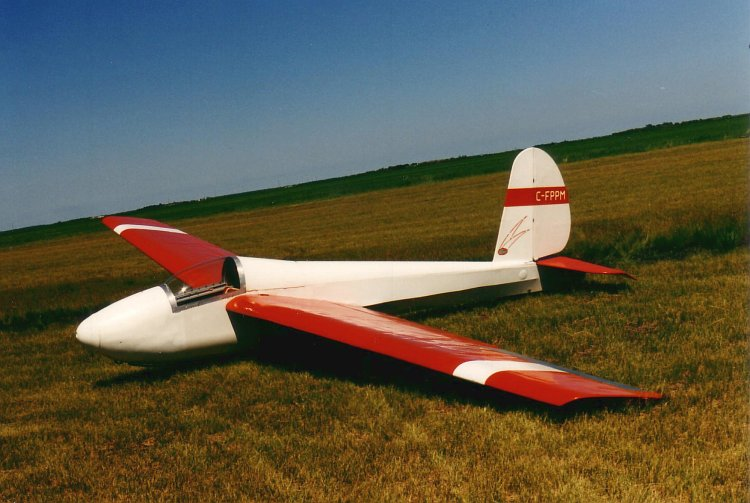
Lo Schweizer SGS 1-26B

Il marchio Schweizer è inoltre accostato con quello che è la produzione storica dell'azienda, gli alianti, il primo dei quali, il modello SGP 1-1, venne realizzato nel 1930. Sebbene inizialmente prodotti in un numero limitato i successivi modelli conobbero grande popolarità, come gli SGS 2-8 e 2-12, i quali vennero adottati dagli U.S. Army Air Corps per l'addestramento dei propri piloti e ridenominati rispettivamente TG-2 e TG-3.

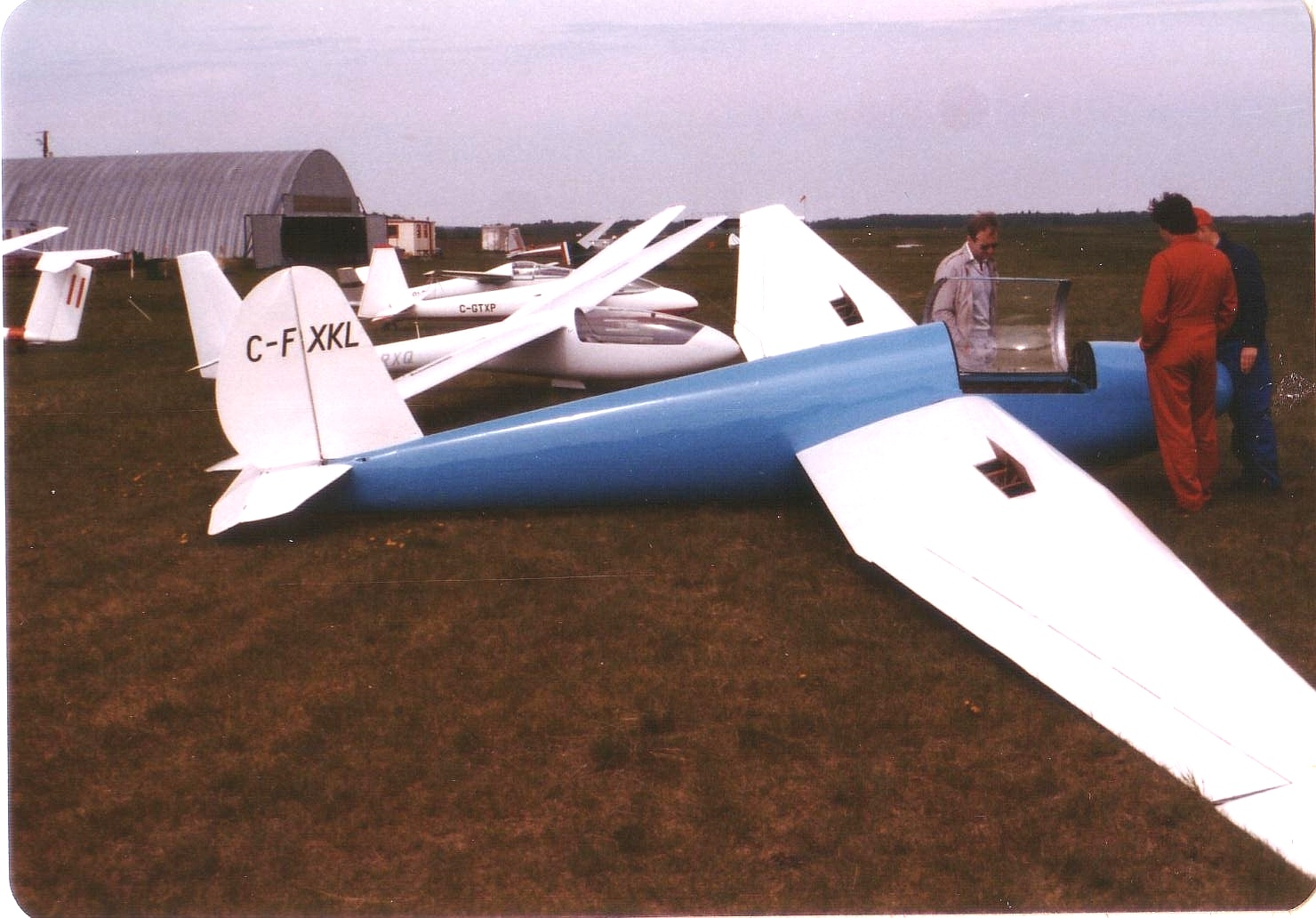
Lo Schweizer SGS 1-23D. Il modello 1-23 venne portato in volo per la prima volta nel 1948.

Lo Schweizer SGS 1-23 era un aliante da competizione di classe World e detentore di diversi primati della categoria ottenuti tra il 1948, data in cui venne portato in volo per la prima volta, e la fine della sua produzione nel 1967.
Ma è negli anni cinquanta e sessanta che la Schweizer Aircraft Corporation progetta e produce la linea dei suoi alianti più conosciuti, l'SGS 1-26 e l'SGS 2-33, modelli più facili da pilotare, di costruzione più semplice e particolarmente robusti da sopportare senza danni errori di pilotaggio. Il 2-33 venne adottato dalla United States Air Force Academy, ridenominato TG-4, ed utilizzato come addostratori basici per i propri piloti di volo a vela, in più di una dozzina di esemplari fino al 2002, quando vennero sostituiti da alianti più moderni. La Royal Canadian Air Cadets continua ad operare con una flotta di oltre cinquanta 2-33A.
Altri modelli conosciuti sono il monoposto SGS 1-26 ed il bi-triposto SGS 2-32, i quali possono essere facilmente trovati in molti soaring club degli Stati Uniti.

### Aerei agricoli

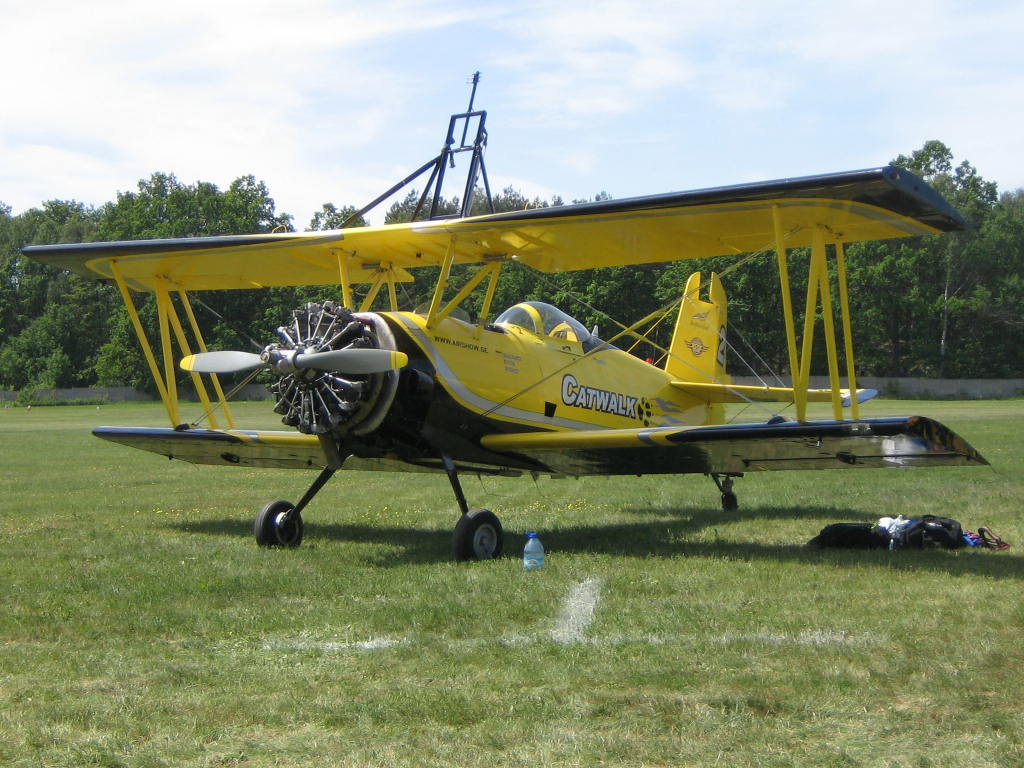
Uno Schweizer Ag Cat.

La Schweizer diversificò la sua produzione affacciandosi nel settore degli aerei agricoli con il Grumman G-164 Ag Cat, un monomotore biplano originariamente sviluppato dalla Grumman negli anni cinquanta, e che la Schweizer produsse su licenza quasi ininterrottamente tra il 1957 ed il 1981 realizzandone 2 455 esemplari. Nel 1981 la Schweizer ne acquistò i diritti di produzione e continuò a realizzarlo con la nuova denominazione aziendale, Schweizer Ag Cat. Nel 1995 la Schweizer rivendette i diritti di produzione dell'Ag Cat alla Ag-Cat Corp. di Malden, nel Texas. Nel febbraio 2001 il progetto venne ceduto nuovamente alla Allied Ag-Cat Productions Inc. di Walnut Ridge, Arkansas. La Allied Ag-Cat non ha avviato una nuova linea di produzione ma gestisce la manutenzione e l'assistenza della grande flotta di Ag Cat presente sul territorio statunitense. La cellula originale incorpora molte innovazioni sul campo della sicurezza sul lavoro tra cui una cabina pressurizzata per tenere fuori i pesticidi, la presenza di un impianto di aria condizionata ed una fusoliera con struttura ad assorbimento d'urto e deformazione controllata in caso di collisione.

### Teal amphibian
Nel 1972 Schweizer chiese la collaborazione di David Thurston, un progettista aeronautico noto per le sue realizzazioni di aerei anfibi leggeri, per iniziare la produzione di un modello anfibio. L'azienda costruì 3 esemplari del modello Schweizer TSC-1A1 Teals e 9 dei TSC-1A2 Teal II prima che la produzione fosse spostata alla Teal Aircraft nel 1976.

### Aerei da ricognizione
La progettazione del motoaliante biposto Schweizer SGM 2-37 fornito all'United States Air Force Academy nel 1982, permise all'azienda di sviluppare una nuova area di competenza. Alla metà degli anni sessanta la Lockheed utilizzò l'aliante Schweizer SGS 2-32 come base di sviluppo per realizzare lo YO-3, un velivolo leggero da ricognizione a bassa rumorosità. La Schweizer decise allora di modificare un SGM 2-37 con lo scopo di realizzare un velivolo sullo stesso concetto dello YO-3. Il risultato fu lo SA 2-37A e B, ridenominato RG-8A per l'uso militare.
L'RG-8A venne poi notevolmente modificato dall'azienda trasformandolo in un bimotore a doppia trave di coda, il SA 2-38 Condor e che ricevette la denominazione militare RU-38A Twin Condor. Successivamente venne ulteriormente sviluppato adottando una motorizzazione turboelica in luogo della precedente a pistoni, il RU-38B Twin Condor, quest'ultimo ancora in produzione nel 2008.